# (204836) Xiexiaosi
(204836) Xiexiaosi est un astéroïde de la ceinture principale.

## Description
(204836) Xiexiaosi est un astéroïde de la ceinture principale. Il fut découvert le 16 août 2007 à XuYi par le programme de relevé astronomique d'objets géocroiseurs de l'observatoire de la Montagne Pourpre (PMO NEO). Il présente une orbite caractérisée par un demi-grand axe de 3,11 UA, une excentricité de 0,06 et une inclinaison de 17,1° par rapport à l'écliptique.

## Compléments